# Lumina
Lumina — свободная среда рабочего стола для UNIX-подобных операционных систем, развиваемая проектом PC-BSD, в первую очередь для TrueOS (бывший PC-BSD) и FreeBSD.
Lumina основана на Qt 5 и использует менеджер окон Fluxbox. В будущем разработчики планируют создать собственный композитный оконный менеджер.
Одной из главных причин создания новой графической оболочки стало то, что основные среды рабочего стола, такие как: KDE, GNOME, Xfce и другие, изначально создавались в операционной системе Linux и для Linux, а не для BSD, что, в свою очередь, представляло определённые трудности по портированию и качеству портирования среды рабочего стола на BSD. Lumina не зависит от таких Linux-специфичных компонентов, как D-Bus, Polkit, consolekit, systemd, hald и других.

## История выпусков
| Нестабильные выпуски | Нестабильные выпуски |
| Версия               | Дата выпуска         |
| -------------------- | -------------------- |
| 0.4.0                |                      |
| 0.6.2                | 2014-08-26           |
| 0.7.2                | 2014-11-19           |
| 0.8.0                | 2015-01-06           |
| 0.8.1                | 2015-01-22           |
| 0.8.2                | 2015-02-19           |
| 0.8.3                | 2015-03-31           |
| 0.8.4                | 2015-05-01           |
| 0.8.5                | 2015-07-15           |
| 0.8.6                | 2015-08-03           |
| 0.8.7                | 2015-10-26           |
| 0.8.8                | 2016-02-10           |
| 0.9.0                | 2016-05-05           |

| Стабильные выпуски | Стабильные выпуски |
| Версия             | Дата выпуска       |
| ------------------ | ------------------ |
| 1.0.0              | 2016-08-08         |
| 1.1.0              | 2016-10-21         |
| 1.2.0              | 2017-01-03         |
| 1.3.0              | 2017-06-26         |
| 1.4.0              | 2017-11-22         |
| 1.5.0              | 2019-04-29         |
| 1.6.0              | 2020-02-01         |
| 1.6.1              | 2021-10-03         |
| 1.6.2              | 2021-12-25         |